# Montserrat Abelló
Montserrat Abelló i Soler (née le 1er février 1918 à Tarragone – morte le 9 septembre 2014 à Barcelone) est une poétesse et traductrice catalane. Pendant la guerre d'Espagne, elle a vécu en exil en France, en Angleterre et au Chili.

## Poésie
- 1963 Vida diària
- 1981 Vida diària. Paraules no dites
- 1986 El blat del temps
- 1990 Foc a les mans
- 1995 L'arrel de l'aigua
- 1995 Són màscares que m'emprovo...
- 1998 Dins l'esfera del temps
- 2002 Al cor de les paraules. Obra poètica 1963-2002
- 2004 Asseguda escrivint
- 2006 Memòria de tu i de mi
- 2009 El fred íntim del silenci